# Трехалёвская волость
Трехалёвская волость — упразднённая административно-территориальная единица 3-го уровня и бывшее муниципальное образование со статусом сельского поселения в Невельском районе Псковской области России.
Административный центр — деревня Трехалёво.

## География
Территория волости граничила на западе с Усть-Долысской, на юге — с Плисской, на востоке — с Ивановской, на севере — с  Пустошкинским и Новосокольническим районами.

## Население
| 2002 | 2010 | 2012 | 2013 | 2014 | 2015 |
| ---- | ---- | ---- | ---- | ---- | ---- |
| 682  | ↘560 | ↘539 | ↘513 | ↘501 | ↘468 |

## Населённые пункты
В состав Трехалёвской волости входили 33 деревни: Асница, Белое, Богданово, Бурмакино, Васильки, Высокое, Деришино, Зайцево, Замошье, Заречье, Ильенки, Кислое, Конново, Краснобаиха, Лужи, Мыленки, Нарично, Никониха, Осовик, Плиговки, Пономарево, Пунище, Пустыньки, Рукавец, Рытовка, Светлое, Студенец, Сухановка, Трехалёво, Устиново, Федьково, Фенёво, Яковлево.

## История
Постановлением Псковского областного Собрания депутатов от 26 января 1995 года все сельсоветы в Псковской области были переименованы в волости, в том числе Трехалёвский сельсовет был превращён в Трехалёвскую волость.
Законом Псковской области от 28 февраля 2005 года в границах волости было также создано муниципальное образование Трехалёвская волость со статусом сельского поселения с 1 января 2006 года в составе муниципального образования Невельский район со статусом муниципального района.
Законом Псковской области от 30 марта 2015 года Трехалёвская волость была упразднена, а её территория была включена в состав Усть-Долысской волости.